# Bougey
Bougey é uma comuna francesa na região administrativa de Borgonha-Franco-Condado, no departamento de Alto Sona. Estende-se por uma área de 8,56 km². Em 2010 a comuna tinha 94 habitantes (densidade: 11 hab./km²).